# Rodolfo Hammersley
Rodolfo Hammersley, född 10 juni 1889, var en friidrottare från Chile. Han deltog vid olympiska sommarspelen 1912.